# زرشک چیاپاس
زرشک چیاپاس (نام علمی: Berberis chiapensis) نام یک گونه از سرده زرشک است.